# آني لوي
آني لوي (بالإنجليزية: Annie Lowe) هي ناشطة حق تصويت المرأة وسفرجات أسترالية، (و. 1834 – 1910 م).